# You (dai의 노래)
You는 일본의 동인 음악가인 dai가 2005년 8월 13일에 발표한 음악이다. 일본의 동인 게임 쓰르라미 울 적에 해와 애니메이션 쓰르라미 울 적에의 주제가로 선정되었다. 원곡은 오케스트라와 전자음이 섞인 기악곡이다. 이후  癒月 (Yuzuki)가 원음에 가사를 덧붙이고 직접 노래를 부른 보컬 버전이 2005년 8월 13일에 원곡과 같이 나왔고, 2006년에는 <쓰르라미 울 적에>에 나온 주인공들의 성우가 노래를 부른 변형이 나왔다. 2007년에는 드라마 CD에 수록된 곡을 유키노 사츠키가 불렀다. 이 변형들은 원곡의 제목에 여러 부제가 붙어 나오는 경우가 많다. 
타이인으로 쓰르라미 울 적에 축제, 쓰르라미 울 적에 반의 주제가로 나오기도 했고, 쓰르라미 울 적에 반의 최종화에는 시마미야 에이코가 용기사07이 편곡한 노래가 나오기도 했다. 이 외에도 차타, 요네쿠라 치히로, 키타무라 에리, 카야노 아이, nayuta, Lia 등이 이 곡을 커버했다.

## 배경
<쓰르라미 울 적에>는 07th Expansion이 2002년 처음 내놓은 용기사07이 제작한 비주얼 노벨이었다. 첫 시리즈가 2002년 8월 10일 발매된 이후, 2005년 12월 30일까지 총 7개의 시리즈가 발매되었다. 각각의 소설은 질문편과 해답편(쓰르라미 울 적에 해)으로 구성되어 있다. <쓰르라미 울 적에>에 등장하는 캐릭터들의 경우, 다양한 전문 성우들이 참여하였다. 다만 음악의 경우, 07th Expansion이 비주얼 노벨과 함께 제공되지 않고 있다가 dai가 대표로 있는 M.Graveyard의 여러 아티스트들이 2005년 8월 <쓰르라미 울 적에>에 대한 팬심으로 작곡을 개시했다.

## 평가
대부분의 평가는 You를 비롯한 시리즈 내 곡과 해당 작품이 "쓰르라미 울 적에" 시리즈와 어떻게 잘 어울리는 지에 초점이 맞춰져 있다. 다만 You의 경우 해당 시리즈의 주제가였기 때문에 여러 차례 활용이 되었고, 또한 유튜브를 비롯한 다양한 미디어 매체에서 활용되었다. <쓰르라미 울 적에> 자체가 어둡고 무거운 분위기를 제공함과 동시에 희망적인 내용을 포함하고 있으며, 주제가인 You 역시 밝고 단조롭지만 시리즈의 분위기를 극대화시키는데 활용되었다는 평가를 받고 있다.

## 곡 발매 현황
| 발매일           | 曲名                                       | 노래                                                                 | 작사           | 편곡            | 최초 등록 작품                                          |
| ---------------- | ------------------------------------------ | -------------------------------------------------------------------- | -------------- | --------------- | ------------------------------------------------------- |
| 2005년 8월 13일  | 「you」                                    |                                                                      |                | dai             | Thanks/you                                              |
| 2005년 8월 13일  | 「you」(Vocal)                             | 癒月                                                                 | 癒月           | Yuki            | Thanks/you                                              |
| 2006년 8월 13일  | 「Dear you -Cry-」[レナver.]               | 癒月                                                                 | hinaco*        | Morrigan        | Dear you                                                |
| 2006년 8월 13일  | 「Dear you -Feel-」[魅音ver.]              | 古都葉稔                                                             | hinaco*        | dai             | Dear you                                                |
| 2006년 8월 13일  | 「Dear you -Kind-」[沙都子ver.]            | 雪宮雛希                                                             | hinaco*        | Hikoukai        | Dear you                                                |
| 2006년 8월 13일  | 「Dear you -Hope-」[梨花ver.]              | 蛍灯翔                                                               | hinaco*        | Morrigan        | Dear you                                                |
| 2006년 8월 23일  | 「you」(M.Box)                             |                                                                      |                | dai             | ひぐらしのなく頃に 解 オリジナルサウンドトラック        |
| 2006년 8월 23일  | 「you -destructive」                       |                                                                      |                | dai             | ひぐらしのなく頃に 解 オリジナルサウンドトラック        |
| 2006년 9월 27일  | 「you -Visionen im Spiegel」               | 癒月                                                                 | 癒月           | Morrigan        | かけらむすび                                            |
| 2007년 8월 17일  | 「you」                                    | 雪野五月                                                             | 雪野五月       | OdiakeS         | you                                                     |
| 2007년 12월 31일 | 「you -Gratitude-」                        |                                                                      |                | Morrigan        | On Your Mark -forked road-                              |
| 2007년 12월 31일 | 「you」(隠しトラック)                      | 癒月                                                                 | 癒月           | 빈칸            | M.Graveyard突発CD                                       |
| 2008년 8월 15일  | 「あの日、あの場所、全てに『ありがとう』」 | 保志総一朗                                                           | 羽鳥風画       | 羽鳥風画 bAsHEE | あの日、あの場所、全てに『ありがとう』                  |
| 2008년 11월 12일 | 「With "you" -絆-」                        | 保志総一朗 中原麻衣 雪野五月 かないみか 田村ゆかり 堀江由衣 小林ゆう | DY-T           | DY-T            | With "you" -絆-                                         |
| 2009년 8월 15일  | 「you」                                    |                                                                      |                | 荒井英理也      | dai on classics                                         |
| 2010년 5월 4일   | 「you」～LG Ver.～                         |                                                                      |                | ラック眼力      | ひぐうみライブのあれ                                    |
| 2012년 8월 11일  | 「you -ありがとう-」(詩音 ver.)            | 癒月                                                                 | dai ラック眼力 | ラック眼力      | you&history                                             |
| 2012년 8월 11일  | 「you -cry-」(レナ ver.)                   | 癒月                                                                 | hinaco*        | Morrigan        | you&history                                             |
| 2012년 8월 11일  | 「you 」-2012 Ver.-                        | 癒月                                                                 | 癒月           | dai             | you&history                                             |
| 2013년 8월 10일  | 「you」                                    |                                                                      |                | 에리야 아라이   | ひぐらしのなく頃に×うみねこのなく頃に Piano Collections |
| 2014년 8월 17일  | 「you」-2014再ミックス Thanks/you Ver.-    | 癒月                                                                 | 癒月           | dai             | あの日へ/you                                            |
| 2016년 9월 23일  | 「you」                                    |                                                                      |                | 高橋一          | ひぐらしのなく頃に奏                                    |
| 2016년 9월 23일  | 「you」(보컬)                              | 癒月                                                                 | 癒月           | 高橋一          | ひぐらしのなく頃に奏                                    |
| 2018년 8월 10일  | 「you」〜piano & guitar inst ver.〜        |                                                                      |                | xaki            | Akoustika XI                                            |
| 2022년 8월 2일   | 「you」〜Jazz Arr.〜                       | 癒月                                                                 | 癒月           | xaki            | ひぐらしのなく頃にイメージソング～響き綿流～            |
| 2022년 10월 15일 | 「you -卒業-」                             | 시마미야 에이코                                                      | 용기사07       | xaki            | Thanks/you -卒業-                                       |

## 유키노 사치코의 싱글
코믹마켓 72에서 한정 판매되었다. 이후 디지털 싱글로도 발매되었다. 유키노 사츠키의 『쓰르라미 울 적에』 시리즈 관련 솔로 싱글로는 『쓰르라미 울 적에 캐릭터 CD VOL.2』에 이어 두 번째 싱글이 된다. 타이틀곡은 드라마 CD 『쓰르라미 울 적에 해 눈매우시 편』의 엔딩 테마로 사용되었으며, 커플링 곡인 「Thanks」는 오프닝 테마로 사용되었다.
전곡작사：유키노 사츠키 / 작곡：dai
1. you [4:09]
편곡：OdiakeS
2. thanks [3:02]
편곡：dai
3. you <Off Vocal version> [4:09]
4. thanks <Off Vocal version> [3:00]